# Portugiesische Luftstreitkräfte
Die Força Aérea Portuguesa (FAP) sind die Luftstreitkräfte der Republik Portugal und eine von vier Teilstreitkräften der Portugiesischen Streitkräfte. Sie haben eine Personalstärke von etwa 5950 Männern und Frauen.
Dem Hauptquartier unterstehen drei Hauptkommandos für Einsatzführung, Training sowie Administration und Logistik. Diesen sind, je nach Auftrag, die Flugplätze und sonstigen Einrichtungen unterstellt. Es werden zwei kleine Kunstflugteams unterhalten, die Asas de Portugal mit zwei Alpha-Jets und die Rotores de Portugal mit drei Aérospatiale SA-319 Alouette III Helikoptern.

## Geschichte

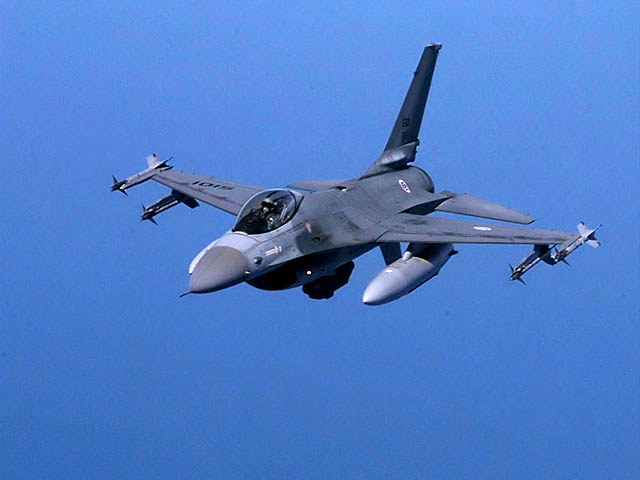
Eine F-16A der FAP

Die militärische Fliegerei Portugals begann im Jahre 1912 und die portugiesischen Militärflugzeuge wurden von Heer und Marine genutzt, bei den als Aeronáutica Militar bzw. Aviação Naval bezeichneten Fliegerkommandos.
Am 1. Juli 1952 wurden diese beiden Kommandos zur unabhängigen Teilstreitkraft Força Aérea Portuguesa vereint. Die übernommenen Flugzeuge waren größtenteils Typen aus der Zeit des Zweiten Weltkrieges. Neben alliierten Maschinen verschiedener Typen, wie britische Hawker Hurricane und Supermarine Spitfire, betrieb man unter anderem auch die Ju-52.
Im Jahr 1956 wurden drei Regionalkommandos aufgestellt: Die Einheiten im Mutterland und bzw. im Nordatlantik waren der 1ª Região Aérea mit Sitz in Lissabon unterstellt. Die 2ª Região Aérea für den Südatlantik hatte ihren Standort in Luanda und die 3ª Região Aérea im heutigen Maputo war für die Territorien am Indischen Ozean und für Macau zuständig.
Nach der Nelkenrevolution 1974, welcher der Verlust der meisten Überseegebiete folgte, wurden die Luftstreitkräfte umorganisiert und in den 1990er Jahren, nach Ende des Kalten Krieges, nochmals. In diesen Jahren wurden einige Luftbasen geschlossen und es kam zur Aufstellung einer Marinefliegerstaffel mit Helikoptern. Ein wichtiger Modernisierungsschub war die Indienststellung der gebrauchten und mittlerweile modernisierten Lockheed Martin F-16AM/BM, die heute das Rückgrat der Força Aérea bilden.
Portugal übernahm Mitte der 2000er-Jahre, wie Deutschland, gebrauchte niederländische, in diesem Fall vier, P-3C/CUP Orion Seefernaufklärer und etwas später begann der Zulauf neuer AW101 Merlin SAR- und Transporthubschrauber.

## Ausrüstung
Siehe auch: Historische Luftfahrzeuge der portugiesischen Luftstreitkräfte.
(Stand: Ende 2022)

### Luftfahrzeuge

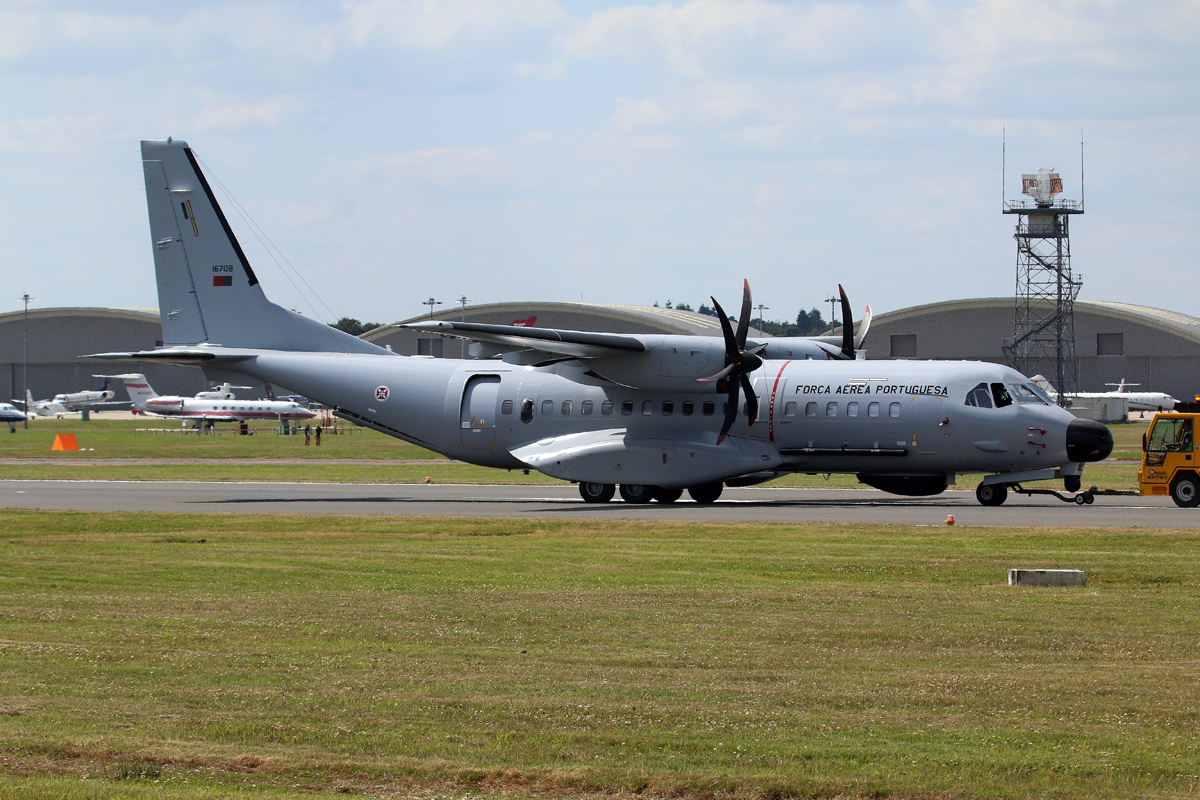
C-295 der Portugiesischen Luftstreitkräfte

| Flugzeug                             | Herkunft                        | Verwendung                           | Version        | Aktiv          | Bestellt       | Anmerkungen                                                                                              |
| Kampfflugzeuge                       | Kampfflugzeuge                  | Kampfflugzeuge                       | Kampfflugzeuge | Kampfflugzeuge | Kampfflugzeuge | Kampfflugzeuge                                                                                           |
| ------------------------------------ | ------------------------------- | ------------------------------------ | -------------- | -------------- | -------------- | --- |
| Lockheed Martin F-16 Fighting Falcon | Vereinigte Staaten              | Mehrzweckkampfflugzeug               | F-16A          | 24             |                | |
| Seefernaufklärer                     |                                 |                                      |                |                |                | |
| CASA C-295                           | Spanien                         | Seeaufklärung                        | C-295          | 5              |                | |
| Lockheed P-3 Orion                   | Vereinigte Staaten              | Seeaufklärung                        | P-3C           | 9+2            |                | |
| Transportflugzeuge                   |                                 |                                      |                |                |                | |
| Lockheed Martin C-130 Hercules       | Vereinigte Staaten              | Militärischer Transporter            | C-130H         | 4              |                | |
| CASA C-295                           | Spanien                         | Taktisches Transportflugzeug         | C-295          | 7              |                | |
| Embraer KC-390                       | Brasilien                       | Taktisches Transportflugzeug         |                | 3              | 3              | |
| Dassault Falcon 50                   | Frankreich                      | VIP-Transportflugzeug                | Falcon 50      | 3              |                | |
| Hubschrauber                         |                                 |                                      |                |                |                | |
| AgustaWestland AW101 Merlin          | Italien, Vereinigtes Königreich | Mittelschwerer Transporthubschrauber | 3 versch.      | 12             |                | Aufgrund von technischen Probleme mit den Merlins wurden Ende 2009 vorübergehend vier Pumas reaktiviert. |
| Agusta A119                          | Italien                         |                                      | AW119Kx        | 7              |                | |
| UH-60 Black Hawk                     |                                 | Mittelschwerer Transporthubschrauber |                | 4              | 5              | |
| Schulflugzeuge und -hubschrauber     |                                 |                                      |                |                |                | |
| Lockheed Martin F-16 Fighting Falcon | Vereinigte Staaten              | Schulflugzeug                        | F16B           | 4              |                | |
| Aerospatiale TB30 Epsilon            | Frankreich                      | Schulflugzeug                        | TB30           | 11             |                | |

### Flugkörper
Luft-Luft-Raketen:
- AIM-9 L/I Sidewinder ()
- AIM-120 C AMRAAM ()

Luft-Boden-Raketen:
- AGM-65 A Maverick ()

Seezielflugkörper:
- AGM-84 A Harpoon ()

Bomben:
- GBU-49 Paveway II ()
- GBU-31 JDAM ()

## Luftwaffenstützpunkte

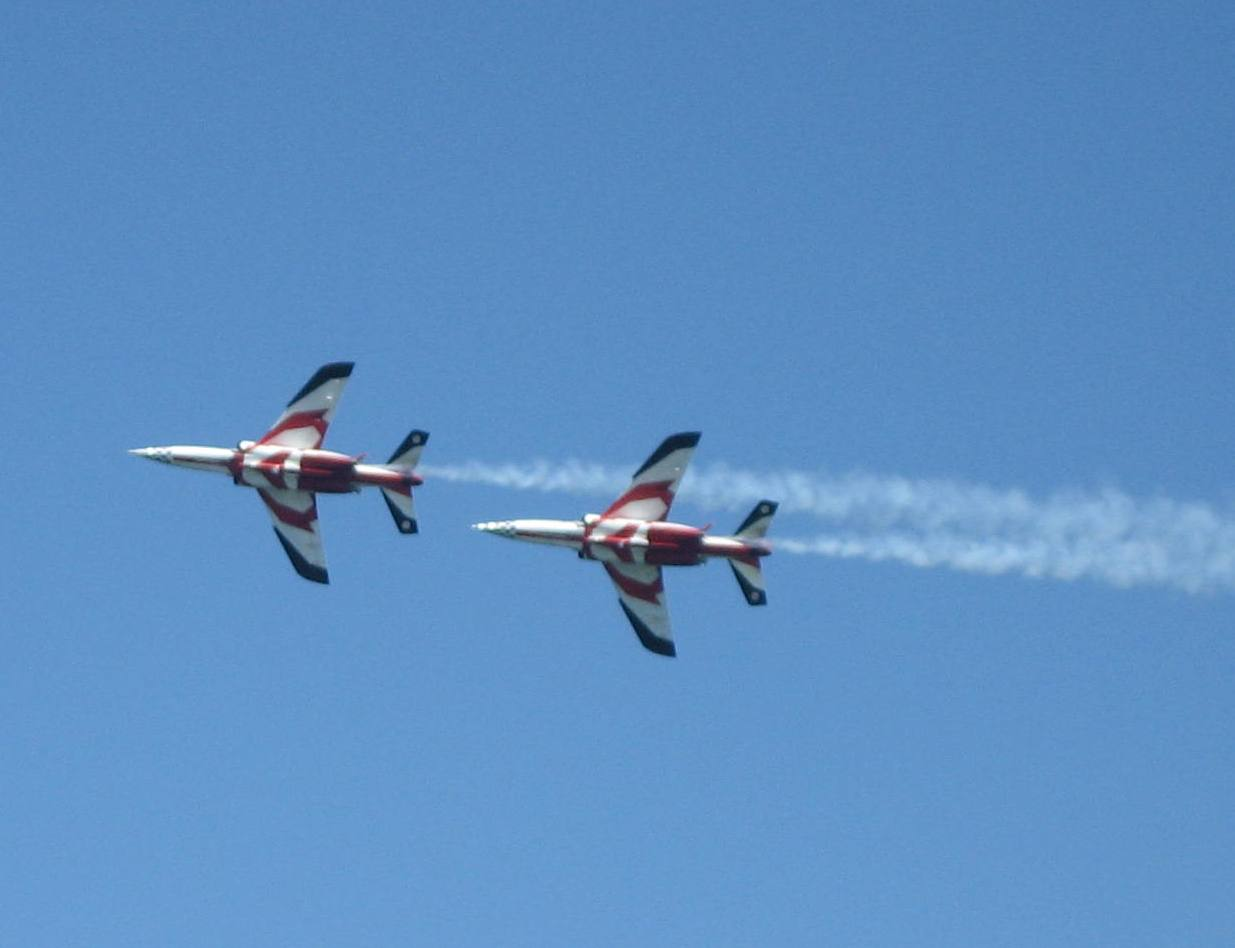
Die Asas de Portugal Alpha-Jets

Die Força Aérea Portuguesa betreibt vier größere Militärflugplätze, Bases Aéreas Principais auf der iberischen Halbinsel, die organisatorisch ähnlich denen anderer Luftwaffen in je eine Fliegende, Wartungs- und Unterstützungsgruppe aufgeteilt sind (Stand 2023):
- Base Aérea de Sintra (Base Aérea Nº 1), Schulbasis und Hauptstandort des Militärluftfahrtmuseums
- Base Aérea de Monte Real (Base Aérea Nº 5), Monte Real, Kampfflugzeugbasis mit den Esquadras 201 und 301 (F-16)
- Base Aérea do Montijo (Base Aérea Nº 6), Montijo, Transportfliegerbasis mit den Esquadras 501 (C-130), 502 (C-295) und 504 (Falcon) sowie die hauptsächlich mit SAR-Aufgaben befasste Esquadra 751 (Merlin), die Basis wird von der Marine mitbenutzt.
- Base Aérea de Ovar (Base Aérea Nº 8), Ovar, Hubschrauberstützpunkt mit den Esquadras 551 (AW119), 552 (UH-60) und einem von zwei Nebenstandorten des Militärluftfahrtmuseums
- Base Aérea de Beja (Base Aérea Nº 11), Beja, Einsatzbasis mit den Esquadras 506 (C-390) und 601 (P-3); früher befand sich hier das Taktische Ausbildungskommando der (deutschen) Luftwaffe in Portugal

Daneben sind Einheiten auf folgenden Bases Aéreas Avançadas stationiert:
- Aeródromo Militar de Lisboa (Aeródromo de Trânsito Nº 1), Lissabon
- Base Aérea das Lajes (Base Aérea Nº 4), Lajes auf den Azoren, NATO-Drehkreuz im mittleren Nordatlantik mit einigen fest stationierten Helikoptern für SAR-Aufgaben der Esquadra 752 (Merlin)
- Aeródromo de Manobra Nº 3 (AM3) in Porto Santo, Madeira

Auf dem Militärflugplatz Alverca befindet sich ein weiterer Nebenstandort des Militärluftfahrtmuseums; fliegerisch nutzt die FAP den dortigen Flugplatz jedoch nicht mehr.
Inzwischen nicht mehr aktive Luftwaffenbasen befanden sich u. a. bei Ota (Alenquer) und Tancos (Vila Nova da Barquinha).

## Zwischenfälle
In Auszügen werden hier Unfälle von Transportflugzeugen der Portugiesischen Luftstreitkräfte aufgeführt.
- Am 31. Januar 1951 stürzte eine Douglas DC-4/C-54D-1-DC der Portugiesischen Luftstreitkräfte (Luftfahrzeugkennzeichen PAF 282 oder PAF 6603) um 23:03 Uhr während des Anflugs auf den Luftwaffenstützpunkt Lajes (Azoren, Portugal) nahe Terceira (Azoren, Portugal) ins Meer. Alle 14 Insassen, die zwei Crewmitglieder und zwölf Passagiere, kamen ums Leben.[7][8][9]

- Am 12. April 1959 stürzte eine Douglas DC-3/C-47A-80-DL der Portugiesischen Luftstreitkräfte (PAF 6150) kurz nach dem Start vom Flughafen Lissabon-Portela (Portugal) in den Fluss Tejo. Alle 11 Insassen kamen ums Leben.[10]

- Am 26. Juli 1962 stürzte eine Douglas DC-4/C-54D-5-DC der Portugiesischen Luftstreitkräfte (PAF 7501) im Anflug auf den Flughafen Gran Canaria (Kanaren, Spanien) ins Meer. Alle Insassen überlebten den Unfall.[11][12]

- Am 22. November 1962 flog eine Douglas DC-4/C-54D-10-DC der Portugiesischen Luftstreitkräfte (PAF 7502) beim Start vom Flughafen São Tomé (São Tomé und Príncipe) ins Gelände. Von den 37 Insassen kamen 22 ums Leben, alle zehn Besatzungsmitglieder und 12 Passagiere. Der Start der wahrscheinlich überladenen Maschine fand bei starkem Regen statt.[13]

- Am 22. Januar 1963 setzte eine Douglas DC-4/C-54E-15-DO der Portugiesischen Luftstreitkräfte (PAF 6601) 15 Kilometer südwestlich des Zielflughafens Gran Canaria (Kanaren) auf dem Wasser auf, fünf Minuten vor der geplanten Ankunftszeit. Die Maschine befand sich auf einem Flug von Angola nach Lissabon und sollte in Las Palmas aufgetankt werden. Erst am nächsten Morgen wurden das noch schwimmende Flugzeug und elf Überlebende gefunden. Von den 14 Insassen werden 3 Passagiere vermisst.[14][15]

- Am 13. Juni 1967 wurde eine Nord Noratlas 2502B der Portugiesischen Luftstreitkräfte (PAF 6414) bei einer Notlandung auf dem Strand bei Xai-Xai (Mosambik) irreparabel beschädigt. Alle 15 Insassen überlebten, drei Besatzungsmitglieder und 12 Passagiere.[16]

- Am 2. Mai 1973 wurde eine Nord Noratlas 2502F der Portugiesischen Luftstreitkräfte (PAF 6411) am Flughafen von Mueda (Mosambik) in den Boden geflogen. Bei niedrigen Wolken flogen die Piloten zu früh unter die Mindestsinkflughöhe, bevor sie die Landebahn vollständig in Sicht hatten. Bei diesem CFIT (Controlled flight into terrain) wurden alle 11 Insassen, 7 Besatzungsmitglieder und 4 Passagiere (je zwei zivile und militärische), getötet.[17]

- Am 4. Juli 1973 verunglückte eine Nord Noratlas 2502F der Portugiesischen Luftstreitkräfte (PAF 6410) bei Toto (Angola). Über Personenschäden ist nichts bekannt. Das Flugzeug wurde zerstört.[18]

- Am 13. November 1974 wurde eine Nord Noratlas 2501D der Portugiesischen Luftstreitkräfte (PAF 6419) auf dem Flughafen Funchal (Madeira) (Portugal) durch eine Bombe irreparabel beschädigt. In der geparkten Maschine, der ehemaligen 52+42 der Luftwaffe, war die Bombe durch die rechtsradikale Terrororganisation „Madeira Archipelago Liberation Front“ (FLAMA) angebracht worden. Personen kamen nicht zu Schaden.[19]

- Im Jahr 1975 (genaues Datum nicht bekannt) wurde eine Nord Noratlas 2501D der Portugiesischen Luftstreitkräfte (PAF 6418) an einem unbekannten Ort irreparabel beschädigt. Es handelte sich dabei um die ehemalige 52+49 der Luftwaffe. Personen kamen nicht zu Schaden.[20]

- Am 26. September 1975 stürzte eine Nord Noratlas 2501D der Portugiesischen Luftstreitkräfte (PAF 6422) nahe dem Militärflugplatz von Tancos (Portugal) ab. Das Triebwerk Nummer 1 (links) hatte Feuer gefangen, was zum Abbrechen der linken Tragfläche führte. Alle 11 Insassen kamen ums Leben. Es handelte sich um die ehemalige 52+45 der Luftwaffe.[21][22]

- Am 11. Juli 2016 kam eine C-130H der Portugiesischen Luftstreitkräfte (16804) bei der Startbeschleunigung auf dem Militärflugplatz Montijo nach links und anschließend nach rechts von der Startbahn ab, fing Feuer und stürzte knapp 1500 Meter hinter der Startbahn ab. Von sieben Besatzungsmitgliedern starben drei, vier weitere wurden verletzt.[23][24][25]